# 95851 Stromvil
95851 Stromvil este un asteroid din centura principală, descoperit pe 26 martie 2003, de Kazimieras Černis și Kazimieras Zdanavičius.